# 96 Егла
96 Егла — астероїд головного поясу, відкритий 17 лютого 1868 року французьким астрономом Жеромом Коджі в Марсельській обсерваторії, Франція. Астероїд названий на честь Егли, німфи у давньогрецькій міфології.
Тіссеранів параметр щодо Юпітера — 3,164.
Егла — великий астероїд, який обертається зі значним нахилом відносно площини екліптики Сонячної системи. Діаметр астероїда був визначений після обробки даних, отриманих за допомогою інфрачервоної космічної лабораторії IRAS, з похибкою близько 3 км. Період обертання уточнили за даними зміни кривої блиску, отриманих в обсерваторії Сантана, Каліфорнія.
Астероїд належить до спектрального класу T.
Егла не перетинає орбіту Землі й обертається навколо Сонця за 5,35 юліанського року.